# Иван Денисович (фильм)
«Иван Денисович» — российский драматический фильм Глеба Панфилова, снятый по мотивам рассказа Александра Солженицына. Главную роль исполнил Филипп Янковский. Картина была представлена на кинофестивале в Локарно в августе 2021 года. Премьера в российском прокате состоялась 23 сентября 2021 года. Телевизионная премьера фильма прошла на телеканале «Россия-1» 23 апреля 2022 года.

## Сюжет
Фильм о лагерной жизни бывшего советского военнослужащего Ивана Денисовича Шухова, сбежавшего из немецкого плена и отправленного в ГУЛАГ на 10 лет по обвинению в шпионаже в пользу немецкой разведки.

## В ролях
| Актёр              | Роль                                |
| ------------------ | ----------------------------------- |
| Филипп Янковский   | Иван Денисович Шухов                |
| Артур Бесчастный   | Кильдигс                            |
| Александр Караваев | Василий Никитин                     |
| Степан Абрамов     | Степан Матафонов                    |
| Игорь Савочкин     | Татарин, надзиратель                |
| Сергей Карякин     | бригадир Тюрин                      |
| Денис Карасёв      | полковник Александр Иванович Борщов |
| Михаил Хмуров      | кавторанг Буйновский                |
| Владимир Ерёмин    | Цезарь Маркович                     |
| Эдуард Йоонас      | эстонец                             |
| Михаил Мухин       | лагерный повар                      |
| Инна Чурикова      | старица                             |
| Александр Коротков | Алёшка-баптист                      |

## Производство
Съёмки фильма начались в декабре 2017 и были завершены в мае 2019 года. Они проходили в Ярославле.

## Восприятие
Средняя оценка на агрегаторе «Критиканство» — 68 баллов на основании 20 рецензий.
«В фильме всё перевернуто с ног на голову. Зэки строят не что попало, а космодром, с которого полетят в неведомые пространства советские ракеты. Иван Денисович, хоть и сельского происхождения, но интеллигент, какого только и мог сыграть Филипп Янковский (всем запомнившийся в образе поэта Андрея Вознесенского). В фильме он выглядит умнее Цезаря. Он герой войны, испытывавший новаторское оружие, попавший в плен к немцам и только за это осуждённый на родине. Молодой семьянин, он перед войной вывозит жену и детей в Москву, потом на Красной площади участвует в ноябрьском параде 1941 года и узнаёт на трибуне по усам Сталина и Будённого. Ему постоянно случаются мистические видения, и в этом отношении он куда праведнее Алёшки-сектанта. Иноагент „Медуза“ так и называет героя фильма, ставит его в череду солженицынских праведников. Что же мы видим на экранах? Тюрьму, страдание, бессмыслицу? Нет, Святую Русь, которая строит великую империю СССР. И вся боль, которую невольно переживают зэ-ка — непременно окупится ещё в земной жизни, когда в 1961 в космос отправится Юрий Гагарин. Разумеется, внутри Святой Руси невозможна никакая ненависть: даже во время ареста смершевец с Иваном Денисовичем ироничен и ласков, просто выполняет долг», — пишет специалист по творческому наследию А. И. Солженицына, обозреватель Юрий Эльберт.

## Номинации и награды
- 2022 — Премия «Золотой орёл» за заслуги в области российского кинематографа и телевидения за 2021 год
  - лучшая режиссёрская работа (Глеб Панфилов)
  - лучшая мужская роль в кино (Филипп Янковский)[11]
- 2022 —Премия 44-го международного кинофестиваля Efebo d’Oro («Золотой эфеб») в Палермо в номинации «Лучший фильм по мотивам литературного произведения»[12]